# Vivlar
Vivlar (Curculionoidea) är en överfamilj inom ordningen skalbaggar. Vivlar är en mycket artrik överfamilj som placeras i flera familjer, där den artrikaste är äkta vivlar. Vivlar har en förlängd nos, är ofta små – mindre än 6 mm på längden – och är växtätare. Barkborrarna, som placeras i underfamiljen Scolytinae saknar den förlängda nosen.
Vivlar har använt för att bekämpa vattenhyacint.
- Plattnosvivlar (Anthribidae)
- Spetsvivlar (Apionidae)
- Rullvivlar (Attelabidae)
- Äkta vivlar (Curculionidae)
- Borrvivlar (Dryophthoridae)
- Kärrvivlar (Erirhinidae)
- Kulspetsvivlar (Nanophyidae)
- Barrknoppsvivlar (Nemonychidae)
- Raymondionymidae
- Käkvivlar (Rhynchitidae)